# Педру Пасуш Коелю
Педру Мануел Мамеди Пасуш Коелю (на португалски: Pedro Manuel Mamede Passos Coelho, [ˈpeðɾu mɐnuˈɛɫ ˈpasuʃ kuˈeʎu]) е португалски политик от дясноцентристката Социалдемократическа партия.
Той е роден в гр. Коимбра на 24 юли 1964 г. Едва 14-годишен се включва в младежката организация на Социалдемократическата партия. През 1990-те години е депутат, а през 2010 г. оглавява партията. След нейния успех на парламентарните избори през 2011 г. съставя коалиционно правителство с по-малката Народна партия.